# Audi Inde

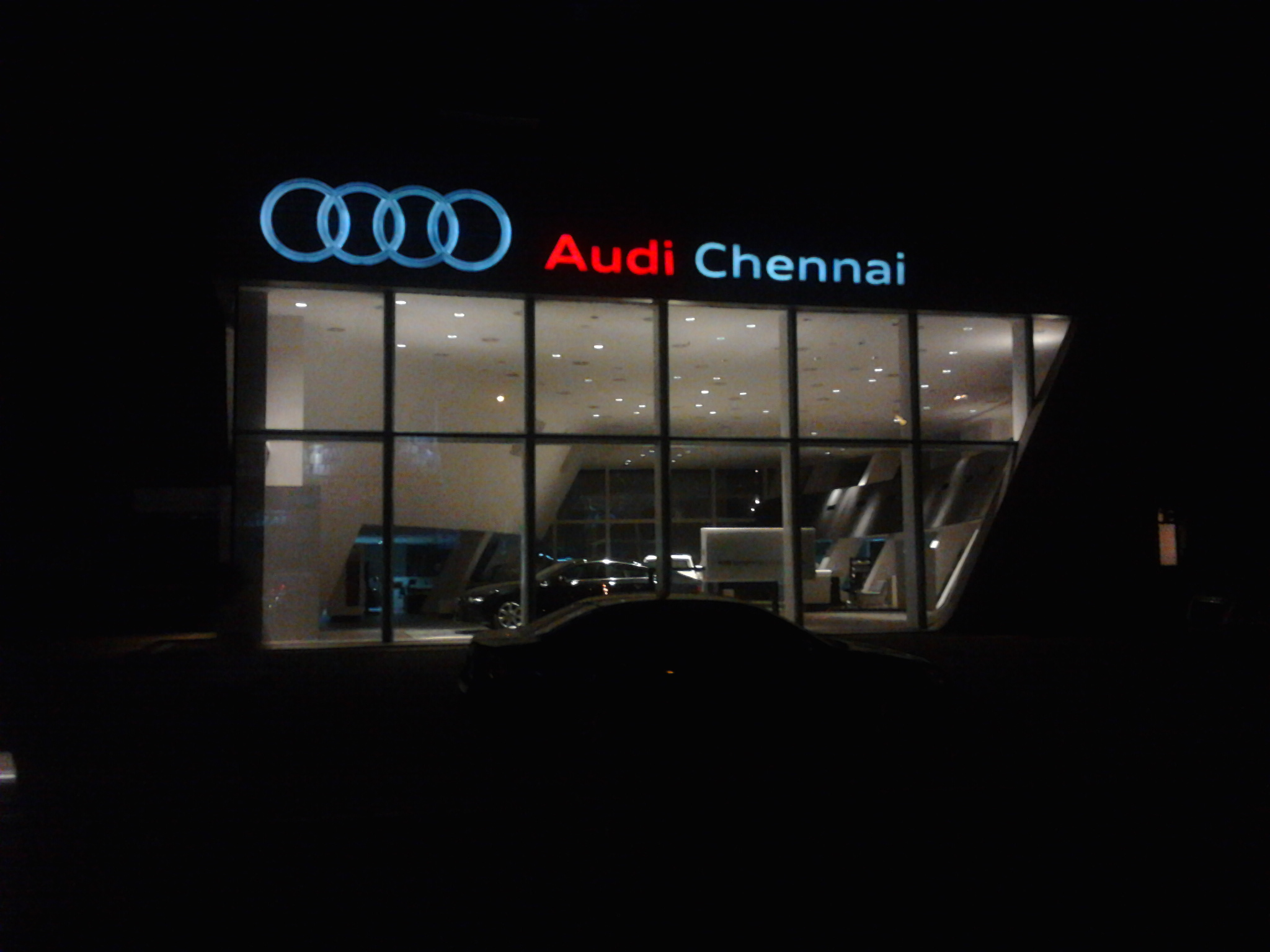
Concessionnaire Audi à Anna Salai, Chennai

Audi Inde est la filiale en propriété exclusive de fabricant d'automobiles allemand Audi[réf. nécessaire].

## Description
Audi vend des voitures de luxe en Inde depuis 2004, mais Audi Inde n'a été créée qu'en mars 2007 en tant que division de ventes du groupe Volkswagen en Inde. 
La stratégie d'Audi Inde englobe d'importants investissements dans le branding, le marketing, la distribution exclusive et le service après-vente pour les années à venir.[réf. nécessaire]

## Lieu d'assemblage
- Usine Skoda d'Aurangabad.

### Modèles
- Audi A4
- Audi A6
- Audi A8
- Audi Q3 (2013-)
- Audi Q5 (2010-)
- Audi Q7 (2012-)

## Ventes et réseau
Audi Inde compte actuellement 20 concessionnaires dans 11 États et 2 territoires de l'Union de l'Inde. 

## Chiffre de ventes
- 1 650 immatriculations en 2009
- 3 003 immatriculations en 2010
- 5 511 immatriculations en 2011
- 9 003 immatriculations en 2012
- 10 002 immatriculations en 2013[2].